# Виктор Царьов
Виктор Царьов (на руски: Виктор Царёв) е съветски футболист и треньор.

## Кариера
Царьов е юноша на Динамо Москва. За московския отбор играе през цялата си кариера. През 1967 г. е назначен за старши треньор на СССР. През 1973 г. става треньор на Динамо Москва. Под негово ръководство отбора е финалист за Купата на СССР.
През 1976 г. и 1981 г. е треньор на младежкия отбор на СССР. Член е на Съвета на директорите на Динамо Москва (1992), е член на изпълнителния комитет на Руския футболен съюз (1992-1996 г.).

## Отличия

### Отборни
Динамо Москва
- Съветска Висша лига: 1955, 1957, 1959, 1963

### Международни
СССР
- Европейско първенство по футбол: 1960